# Estornudo
Un estornudo es un acto reflejo convulsivo de expulsión de aire desde los pulmones a través de la nariz, fundamentalmente, y finalmente, por la boca. Por lo común es provocado por partículas extrañas que provocan la irritación de la mucosa nasal. El estornudo puede diseminar enfermedades mediante el lanzamiento de vectores en el aire (a menos que sea causado por alguna alergia, las cuales no son contagiosas).

## Mecanismo
La irritación estimula la sensibilidad de la nariz y, a través del neuropéptido neuromedina B, se estimulan un grupo concreto de neuronas localizadas en el tronco del encéfalo. Estas, a su vez, se proyectan sobre la zona del cerebro que controla la exhalación de aire de los pulmones, produciéndose así el reflejo del estornudo.
El estornudo se caracteriza por una fuerte y muy rápida inhalación de aire ―aproximadamente dos litros y medio― que pasa a los pulmones. En ese momento es cuando los músculos abdominales hacen subir repentinamente al diafragma para aumentar la presión en los pulmones.
Mientras tanto, los músculos de la faringe se abren y se cierran también. El aire sale entonces disparado por la nariz a una velocidad promedio de entre 60 y 160 km/h. La saliva que acompaña al aire puede cubrir un área de unos 7 m².[cita requerida]
Para una persona es muy difícil mantener los ojos abiertos mientras estornuda. El reflejo de cerrar los ojos tiene un objetivo: cuando el aire va desde los pulmones hasta la nariz puede aumentar la presión ocular y desplazar un poco los ojos haciéndoles daño. También es posible que los gérmenes contenidos en la saliva que sale disparada por la boca toquen el globo ocular y produzcan una infección.
Es casi imposible estornudar sin mover la cabeza hacia delante (solo sería posible si el estornudo fuera muy suave). Este movimiento ayuda a expulsar las sustancias irritantes del aparato respiratorio.

## Factores desencadenantes del estornudo
- Alergias (polen, polvo, etc.).
- Irritación por el polvo, pimienta, talco, etc.; cuando entran en contacto con la mucosa nasal.
- Inhalación de corticosteroides u otros elementos químicos.
- Ingestión de algunos alimentos (chocolate, café, vino, frutos secos...), en particular si se es alérgico a los mismos.
- Infecciones virales, como gripes o resfriados.
- Reacción a la luz brillante.
- Reacción a una pérdida de temperatura (p.ej. desabrigarse).

## Onomatopeyas
Algunas onomatopeyas correspondientes al estornudo son: ¡achís!, ¡achú!
La primera sílaba correspondería a la aspiración lenta de aire, y la última sílaba a la repentina expulsión por la boca.

## Casos históricos y prácticas

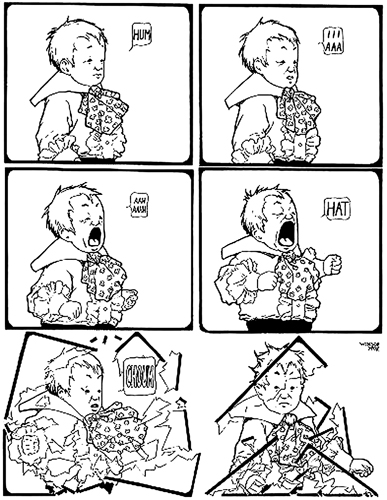
«El pequeño Sammy estornuda», de Winsor McCay (1867-1934).

En la Odisea (17.541-550), cuando Penélope oyó que su esposo Ulises podía estar vivo, dijo que él y su hijo podrían finalmente castigar a los pretendientes. En ese momento, su hijo estornudó fuertemente, y Penélope rio, llena de felicidad, ya que lo consideró una señal de los dioses.
El 3 de septiembre del 401 a. C., antes de una batalla contra los persas, el soldado ateniense Jenofonte pronunció un dramático discurso instando a sus colegas a acompañarlo a la libertad o la muerte. Después de una hora de arenga, un soldado estornudó, lo que sus compañeros consideraron una señal favorable de los dioses hacia Jenofonte.
Entre los paganos de Flandes un estornudo significaba un presagio.
Los católicos popularizaron el uso de la bendición como respuesta al estornudo. La costumbre de exclamar «¡salud!» tras un estornudo comenzó 
hacia el año 590, cuando la peste comenzaba a acechar Europa. Para combatir la peste, el papa Gregorio Magno (540-604) ordenó letanías, procesiones y plegarias constantes. Aquel que estornudara debía ser inmediatamente denunciado mediante la exclamación «¡salud!», que funcionaba como una oración para bendecir el lugar y evitar el desarrollo de la peste, pero que también estigmatizaba a quien acababa de estornudar como si fuera un campesino portador de la desconocida enfermedad.
La costumbre permanece aún entre los hablantes de varios idiomas, entre algunos de los cuales se sigue utilizando algún tipo de bendición, como «Jesús» o «Salud».
En los países anglosajones se suele utilizar la expresión «Bless you» (‘[Dios] te bendiga’), con el mismo fin que el «¡salud!», de los países hispanohablantes.
Gradualmente la exclamación perdió su connotación negativa, y pasó a ser considerada un acto de cortesía. 
En Rusia, Hungría y Eslovenia, un estornudo que ocurre después de hacer una afirmación se interpreta a veces como una confirmación por parte de Dios de que lo que se dice es cierto.
En India, Pakistán y Guatemala se cree que cuando alguien estornuda es que recuerda o es recordado por alguien querido. En El Salvador, cuando alguien estornuda siempre se hace la broma que la causa del estornudo es porque no se ha ingerido bebidas alcohólicas. En Japón, estornudar es señal de que alguien está hablando de la persona que estornuda.
En algunos pueblos de México se cree que si un varón estornuda significa que su esposa le está siendo infiel.
En muchas ocasiones se pueden ver luces blancas después de estornudar, posiblemente esto se deba al aumento de la presión intraocular.